# Panorpa hybrida
Panorpa hybrida är en näbbsländeart som beskrevs av Maclachlan 1882. Panorpa hybrida ingår i släktet Panorpa och familjen skorpionsländor. Inga underarter finns listade i Catalogue of Life.